# Weitemanslanden
Weitemanslanden is een buurtschap in de gemeente Twenterand in de Nederlandse provincie Overijssel. De buurt bestond in 2007 75 jaar en telt circa 80 inwoners.

## Achtergrond
In de jaren 30 zou er een zusterdorp komen voor Aadorp, Weitemansdorp, in het gebied van de Weitemanslanden. Dit werd destijds breeduit aangekondigd in de kranten. Tot meer dan een aantal klinkerwegen die tot op heden midden in een weiland op particulier terrein liggen is het nooit gekomen. Wel is er in 2008 op een kruispunt daar vlak bij een bank als monument geplaatst ter nagedachtenis aan de ontginning 70 jaar eerder van de Weitemanslanden, in het kader van de werkverschaffing van de jaren 30. Bij die bank staat een bord met daarop een fotocollage over "Weitemansdorp, het dorp dat nooit gebouwd werd".
Op een steenworp afstand, precies tussen de "Stenen bank" en het natuurgebied de Fayersheide bevindt zich de puur natuur wijngaard 'VieVinVjenne'. Het is een voorbeeld van veranderend landschap waarbij respect voor de natuur voorop staat.
Bekende inwoner is Hans Dekker die sinds maart 2023 provinciaal Statenlid is voor de BoerBurgerBeweging.
Hoofdplaats: Vriezenveen     
Dorpen: Geerdijk · Den Ham · De Pollen · Kloosterhaar (deels) · Vroomshoop · Westerhaar-Vriezenveensewijk

Buurtschappen: Bruinehaar · De Garstelanden · Hallerhoek · Linde · Magele · Meer · Noord-Meer · Weitemanslanden · Westerhoeven

Voormalige gemeenten: Den Ham · Vriezenveen

Overijssel · Steden en dorpen in Overijssel      Nederland · Provincies · Gemeenten